# Francisco Ccama Layme
Francisco Ccama Layme fue un ingeniero de minas y político peruano. Fue regidor del distrito de Ananea entre 2003 y 2006 y congresista por el departamento de Puno durante el periodo parlamentario 2011-2016.
Nació en la localidad de Ananea, Perú, el 8 de octubre de 1965. Cursó sus estudios primarios y secundarios en su localidad natal. Entre 1987 y 1988 cursó estudios de ingeniería de minas en la Universidad Nacional Autónoma de Puno sin concluir los mismos.
Su primera participación política se dio en las elecciones municipales del 2002 donde fue elegido como regidor del distrito de Ananea, provincia de San Antonio de Putina, departamento de Puno. Luego de su gestión participó como candidato a vicepresidente del Gobierno Regional de Puno por el partido Unidos por el Desarrollo junto con el candidato a presidente Juan Larico Vera obteniendo sólo el 3.289% de los votos y quedando en penúltimo lugar. Luego fue elegido congresista por Puno en las elecciones generales del 2011 postulando por el partido Fuerza 2011. Durante su gestión participó en la presentación de 209 proyectos de ley de los que 41 fueron aprobados como leyes de la república.
Falleció en un accidente de tránsito en el kilómetro 49 de la carretera que une Putina con Juliaca el 2 de febrero del 2019.